# Густаво Альфаро
Густаво Хуліо Альфаро (ісп. Gustavo Julio Alfaro, нар. 14 серпня 1962, Рафаела) — аргентинський футболіст, що грав на позиції півзахисника. По завершенні ігрової кар'єри — тренер. З 2020 року очолює тренерський штаб збірної команди Еквадору.
Виступав за клуб «Атлетіко Рафаела».
Дворазовий чемпіон Аргентини (як тренер). 

## Ігрова кар'єра
У футболі дебютував 1988 року виступами за команду «Атлетіко Рафаела», кольори якої й захищав протягом усієї своєї кар'єри гравця, що тривала п'ять років.  Більшість часу, проведеного у складі «Атлетіко Рафаела», був основним гравцем команди.

## Кар'єра тренера
Розпочав тренерську кар'єру відразу ж по завершенні кар'єри гравця, 1992 року, очоливши тренерський штаб клубу «Атлетіко Рафаела», де пропрацював з 1992 по 1995 рік.
2005 року став головним тренером команди «Сан-Лоренсо», тренував команду з Буенос-Айреса один рік.
Згодом протягом 2008–2009 років очолював тренерський штаб клубу «Росаріо Сентраль».
2015 року прийняв пропозицію попрацювати у клубі «Тігре». Залишив команду з передмістя Буенос-Айреса 2015 року.
Протягом одного року, починаючи з 2016, був головним тренером команди «Хімнасія і Есгріма».
2017 року був запрошений керівництвом клубу «Уракан» очолити його команду, з якою пропрацював до 2018 року.
З 2019 і по 2019 рік очолював тренерський штаб команди «Бока Хуніорс».
Протягом тренерської кар'єри також очолював команди «Патронато», «Кільмес», «Бельграно», «Олімпо», «Арсенал» (Саранді) та «Аль-Аглі».
З 2020 року очолює тренерський штаб збірної команди Еквадору. Вивів команду до фінальної частини чемпіонату світу 2022.
| Дата       | Місто          | Господарі | Результат | Гості    | Турнір                          | Голи | Примітки |
| ---------- | -------------- | --------- | --------- | -------- | ------------------------------- | ---- | -------- |
| 9-10-2020  | Буенос-Айрес   | Аргентина | 1 – 0     | Еквадор  | Відбір до ЧС 2022               | -    |          |
| 13-10-2020 | Кіто           | Еквадор   | 4 – 2     | Уругвай  | Відбір до ЧС 2022               | -    |          |
| 12-11-2020 | Ла-Пас         | Болівія   | 2 – 3     | Еквадор  | Відбір до ЧС 2022               | -    |          |
| 17-11-2020 | Кіто           | Еквадор   | 6 – 1     | Колумбія | Відбір до ЧС 2022               | -    |          |
| 29-3-2021  | Кіто           | Еквадор   | 2 – 1     | Болівія  | товариський матч                | -    |          |
| 5-6-2021   | Порту-Алегрі   | Бразилія  | 2 – 0     | Еквадор  | Відбір до ЧС 2022               | -    |          |
| 8-6-2021   | Кіто           | Еквадор   | 1 – 2     | Перу     | Відбір до ЧС 2022               | -    |          |
| 14-6-2021  | Куяба          | Колумбія  | 1 – 0     | Еквадор  | Копа Америка 2021 - 1-й етап    | -    |          |
| 20-6-2021  | Ріо-де-Жанейро | Венесуела | 2 – 2     | Еквадор  | Копа Америка 2021 - 1-й етап    | -    |          |
| 23-6-2021  | Гоянія         | Еквадор   | 2 – 2     | Перу     | Копа Америка 2021 - 1-й етап    | -    |          |
| 27-6-2021  | Гоянія         | Бразилія  | 1 – 1     | Еквадор  | Копа Америка 2021 - 1-й етап    | -    |          |
| 4-7-2021   | Гоянія         | Аргентина | 3 – 0     | Еквадор  | Копа Америка 2021 - чвертьфінал | -    |          |
| Усього     |                | Матчів    | 12        |          | Голів                           | 21   |          |

## Титули і досягнення

### Як тренера
- Чемпіон Аргентини (2):

«Арсенал» (Саранді): 2011-2012
«Бока Хуніорс»: 2019-2020
- Володар Кубку Аргентини (1):

«Арсенал» (Саранді): 2012-2013
- Володар Суперкубку Аргентини (2):

«Арсенал» (Саранді): 2012
«Бока Хуніорс»: 2018
- Володар Південноамериканського кубку (1):

«Арсенал» (Саранді): 2007